# 마쓰에다촌
마쓰에다촌(일본어: 松枝村)은 일본 기후현 하시마군에 존재했던 촌이다. 현재의 가사마쓰정의 남서부에 해당한다.

## 역사
- 과거 이 지역은 오와리국 하쿠리군이었으나, 1586년의 대홍수로 인해 기소강의 흐름이 크게 바뀌어 하쿠리군의 새로운 기소가와의 북안・서안 지역은 하쿠리군으로 개칭되어 미노국에 편입되었다.
- 1897년 4월 1일 - 하구리군과 나카지마군이 합병해 하시마군이 성립하였다.
- 1897년 4월 1일 - 4개 촌이 합병해 마쓰에다촌이 성립하였다.
- 1950년 8월 1일 - 가사마쓰정에 편입해, 동일 마쓰에다촌은 폐지되었다.

## 교통
- 나고야 철도
  - 다케하나선

## 참고 문헌
- 角川日本地名大辞典編纂委員会,『角川日本地名大辞典 21 岐阜県』1980, 角川書店